# 切韵考
《切韵考》是清代广州学者陳澧的著作。全书共六卷，第一卷介绍研究方法，第二卷考察声类，第三卷考察韵类，第四卷和第五卷是作者自制的切韵韵图，第六卷通论，尚有外篇三卷。
作者认为，《切韵》一书记录了隋唐时期的语音，《切韵》虽然失散，但该书的语音系统被保留在《广韵》一书当中。而反切的原则是被切字与反切上字双声、与反切下自叠韵，因此，通过联系反切上下字，可以得到《切韵》一书的语音系统。这个方法体现了作者对音韵的态度，即音韵是有系统的，音位的数量有定，并且按一定的规则组成音节。作者在书中第一次提出了用系联法研究反切系统的主张，并纠正了前人对于《切韵》一书音韵系统的错误见解。
该书对研究中古音的影响非常大，作者在书中指出三十六字母中的正齿音声母实际上是两组（卽章組和莊組，參見切韻音條目的聲母表中章、莊兩行）而不是一组（照組），三十六字母中的喻母应分为两母。作者还发现了重纽现象。这些在当时都是极重要的发现，并且深刻的影响了后代的研究者。